# 大金川
大金川，是长江流域河川，由麻爾柯河、綽斯甲河匯合而成，格斯札河、小金川汇入後，改稱大渡河或金川。